# Internationalismus
Internationalismus bezeichnet in der Politik Ideen bzw. Bemühungen, die den Rahmen der Nationalstaaten überschreiten bzw. eine transnationale Ebene für maßgeblich oder erstrebenswert halten. Der Begriff des Internationalismus wurde seit dem 19. Jahrhundert von diversen Akteuren genutzt und umfasst eine Vielfalt an Handlungsbereichen in Politik, Gesellschaft und Kultur. Besondere Bedeutung hatte bzw. hat der Internationalismus in linken, sozialistischen und anarchistischen Politikentwürfen.

## Marxismus, Realsozialismus
Der Aufruf „Proletarier aller Länder, vereinigt euch!“ aus dem Kommunistischen Manifest ist im Marxismus Bezugspunkt einer internationalistischen Ausrichtung politischen Handelns. Sie betont das Gemeinsame der internationalen Arbeiterklasse, losgelöst bzw. ungeachtet von Nationalität, im Antagonismus des Klassenkampfes. Die Internationale ist das weltweit am weitesten verbreitete Kampflied der sozialistischen Arbeiterbewegung.

### Zusammenschluss sozialistischer Parteien
Das parteipolitische Organisationsprinzip des Internationalismus sieht vor, dass sich die einzelnen nationalen Parteien mit sozialistischer Ausrichtung in einem Bund zusammenschließen sollen. Dieser Bund, die Internationale oder Weltpartei, zeichnet sich dadurch aus, dass die einzelnen Mitgliedsparteien einen Teil ihrer Souveränität an ihn abgeben und umgekehrt dessen Beschlüsse für alle Mitglieder gültig und verbindlich sind.
Der Internationalismus als parteipolitisches Organisationsprinzip wurde in seiner ursprünglichen Form von Karl Marx und Friedrich Engels für den Bund der Kommunisten und die Internationale Arbeiterassoziation (1864–1876) entwickelt. Die wichtigsten Quellentexte hierzu sind das Manifest der Kommunistischen Partei sowie die Inauguraladresse und die Statuten der Internationalen Arbeiterassoziation.
Nach der Spaltung und Auflösung der Internationalen Arbeiterassoziation in eine anarchistische und eine marxistische Richtung entstanden mehrere Nachfolgeorganisationen:
- 1889 wurde die Sozialistische Internationale bzw. zweite Internationale gegründet, die 1914 zerbrach, da die wichtigsten Mitgliedsparteien bei Beginn des Ersten Weltkriegs die Beschlüsse der Internationale zur Beilegung des Konflikts nicht ausführten. Die Ideen des Internationalismus scheiterten daran, dass viele der politischen Akteure in der Praxis weiterhin die nationalen Interessen voranstellten. Diese Tendenzen wurden u. a. von Rosa Luxemburg kritisiert, die im Interesse des internationalen Proletariats für ein baldiges Ende des Krieges eintrat.[1] Die Sozialistische Internationale wurde 1951 wiederhergestellt und fungiert bis heute als Dachorganisation sozialdemokratischer Parteien.

- Auf Initiative Lenins wurde 1919 die Kommunistische Internationale bzw. dritte Internationale gegründet. Sie wurde von Stalin im Jahr 1943 aufgelöst.

- Als Reaktionen auf die Auflösung der zweiten Internationale und die Stalinisierung der dritten gründete sich 1932 das Londoner Büro als Zusammenschluss linkssozialistischer Parteien (bis 1940), sowie 1938 die trotzkistische Vierte Internationale. 1953 kam es in dieser zu einer ersten Spaltung, später zu weiteren, und zu teilweisen Wiedervereinigungen. Ob bestehende Zusammenschlüsse dieses Namens heute noch als tatsächliche Internationalen zu bezeichnen sind oder diese erst wieder neu aufgebaut werden müsste, ist bei den verschiedenen trotzkistischen Organisationen umstritten.

### Zusammenschluss sozialistischer Staaten

Wappen der UdSSR

Die erste Verfassung der UdSSR wurde im Sinne eines Weltföderalismus konzipiert. Die Sowjetunion war als Rumpf eines Weltstaates gedacht, der durch den Beitritt weiterer zukünftiger sozialistischer Staaten entstehen sollte. Im Stalinismus wurde diese Vorstellung aufgegeben und die Sowjetunion nunmehr als erweiterter russischer Nationalstaat betrachtet (vgl. „Sozialismus in einem Land“). Überreste des Leninschen Internationalismus blieben erhalten, so die Verwendung der „Internationale“ als Hymne des Landes (bis 1943) und das Wappen der UdSSR (bis 1991), mit dem Wahlspruch „Proletarier aller Länder, vereinigt euch!“. Länder im Einflussbereich der UdSSR unterhielten weiterhin internationale Apparate wie das Kominform, das an die Stelle der Komintern trat. Nach Stalins Tod erlebte die Idee des Internationalismus im Kontext des Kalten Krieges, Dekolonisierung und den damit verbundenen Solidaritätsbestrebungen mit Asien, Afrika und Lateinamerika einen neuen Aufschwung. Auch Veranstaltungen wie die Weltfestspiele der Jugend und Studenten können als symbolischer Ausdruck von Internationalismus verstanden werden.

## Anarchosyndikalismus
Im Anarchismus bzw. Syndikalismus bezeichnet Internationalismus das Streben der Arbeiter nach transnationalem Zusammenschluss unter anarchistischen Vorzeichen. Den sozialdemokratischen und kommunistischen Organisationen wird die Integration in den jeweiligen nationalpolitischen Rahmen bzw. ihre praktisch-politische Orientierung an diesem vorgeworfen (gemäß der politischen Strategie des Marxismus von der Eroberung der politischen Macht in den jeweiligen Ländern mittels der Partei). Dieser Weg würde den proletarischen Internationalismus in der Praxis zunehmend hemmen und beschränke sich letztlich auf das ideelle Moment. Der Syndikalismus (insbes. in Form der CGT und der ITF) hielt dem ein eigenes Konzept des transnationalen gewerkschaftlichen Kampfes entgegen, konnte sich aber im Konflikt mit Sozialdemokratie und Kommunismus in der Arbeiterbewegung nicht durchsetzen.

## Liberaler Internationalismus
Der 1920 gegründete Völkerbund repräsentiert eine liberale Form des politischen Internationalismus. Er fungierte als eine institutionelle Basis für internationale Verständigung und Organisation. Damit reagierte er auf Forderungen, die bereits vor dem Ersten Weltkrieg gestellt wurden. Obwohl er letztlich an seinem Ziel der Konfliktprävention zwischen Staaten scheiterte, bot er in der Zwischenkriegszeit eine zentrale Anlauf- und Koordinationsstelle für internationalen Aktivismus.

## Außenpolitik
Als „bürgerlicher Internationalismus“ firmierte der Begriff ab 1917 in der Außenpolitik der Vereinigten Staaten als Bezeichnung für das Bestreben, die eigenen liberalen politischen Werte international zu verbreiten. Präsident Woodrow Wilson war der Erste, der 1918 durch das 14-Punkte-Programm die Verbreitung der Demokratie, basierend auf einem liberal-kapitalistischen System, zum politischen Ziel erhob. Dieses außenpolitische Vorgehen setzte sich etwa bei der Staatsbildung der Bundesrepublik Deutschland ab 1945 und beispielsweise der heutigen US-amerikanischen Nahostpolitik fort. Die Außenpolitik der USA pendelt traditionell zwischen Isolationismus und Internationalismus.
Im Frankreich der Zwischenkriegszeit vertraten die Parteien der Linken, namentlich die Radikalsozialisten, die SFIO und der Parti républicain-socialiste Aristide Briands einen außenpolitischen Internationalismus. Statt nationaler Alleingänge oder Militärbündnisse sollten Frieden und Sicherheit durch den Völkerbund, durch Verträge und zwischenstaatliche Schiedsgerichtsbarkeit gesichert werden. Ein Höhepunkt des Internationalismus in der französischen Außenpolitik war das Genfer Protokoll von 1924.

## Neue soziale Bewegungen
In der Neuen Linken und den Neuen Sozialen Bewegungen seit den 1960er Jahren und der ab Ende der 1980er Jahre erstarkten Anti-Globalisierungsbewegung wurde das Schlagwort der Internationalen Solidarität neu aufgegriffen und auf weitere politische Inhalte ausgedehnt. Bei der Informations- und Solidaritätsarbeit mit Gruppen und Menschen, die in verschiedenen Ländern gegen unterschiedliche Formen der Unterdrückung und Ausbeutung kämpfen, kam es zu einer verstärkten Vernetzung. Es wurden etwa überparteiliche Organisationen, sogenannte NGOs (Nichtstaatliche Organisationen) gegründet, die mit einem internationalistischen Anspruch auftreten und arbeiten und die sich für humanitäre Hilfe, die Menschenrechte und den Umweltschutz einsetzen.